# Kazimierz Konowrocki

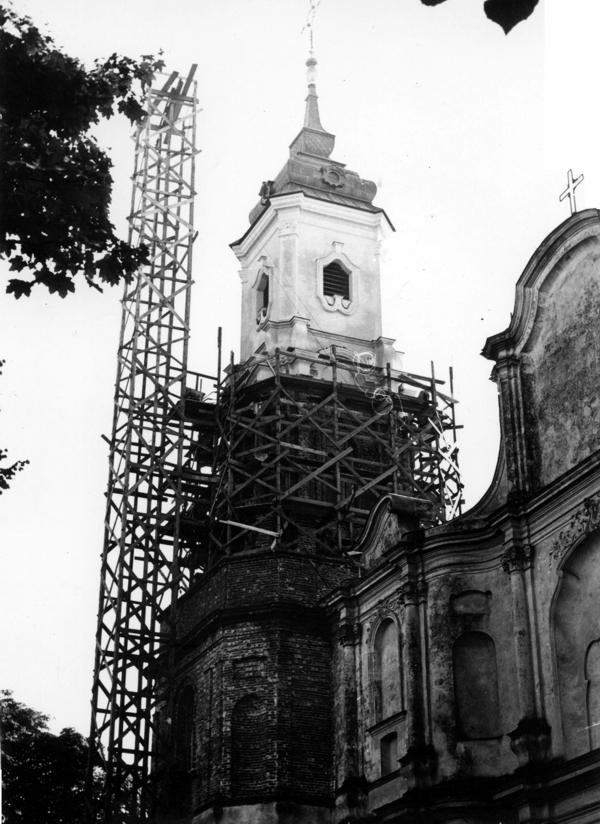
Odbudowa wieży kościoła w 1973

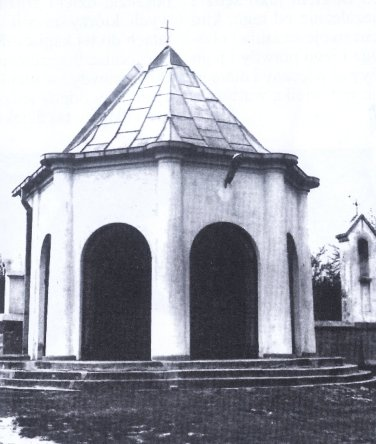
Kaplica w Ossowie po remoncie w 1978

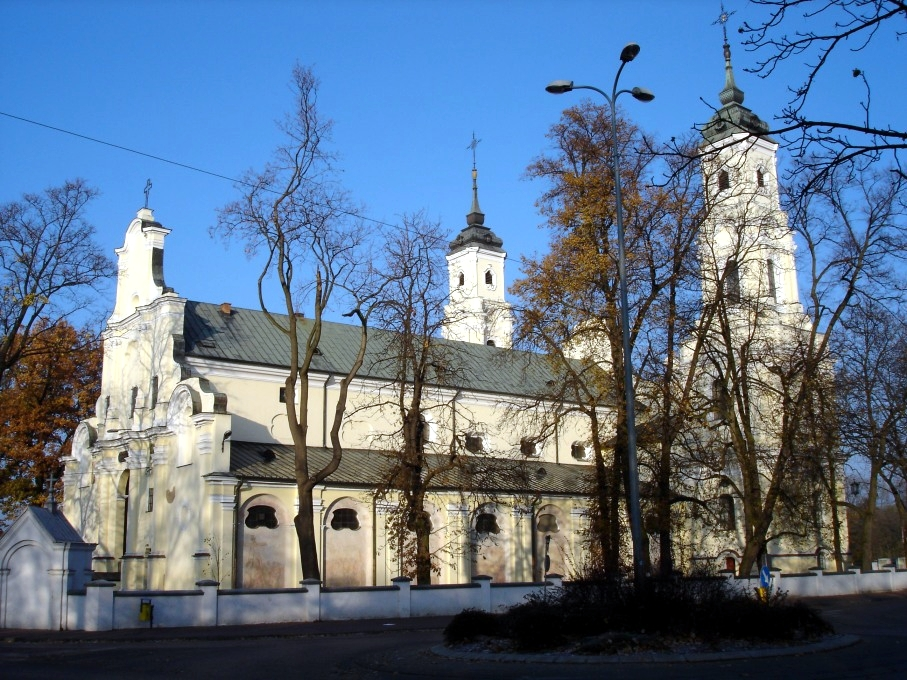
Kościół w Kobyłce – „Perła Baroku na Mazowszu”

Kazimierz Konowrocki (ur. 6 kwietnia 1917 w Brzezinach, zm. 6 listopada 2005 w Kobyłce) – polski duchowny rzymskokatolicki, prałat.
Był synem trzecim z siedmiorga dzieci Józefa i Agaty z domu Malesa, właścicieli gospodarstwa rolnego. Mając 9 lat przystąpił do pierwszej spowiedzi i komunii św. w parafii Długa Kościelna. Sakrament bierzmowania otrzymał w tymże samym 1926 z rąk kardynała Aleksandra Kakowskiego. Szkołę podstawową ukończył w Brzezinach, a gimnazjum w Mińsku Mazowieckim w 1937 i zaraz wstąpił do Seminarium Duchownego w Warszawie. Święcenia kapłańskie otrzymał 19 czerwca 1943 z rąk biskupa Antoniego Szlagowskiego.
Kazimierz Konowrocki jako wikariusz pracował w parafiach: Zduny (1943-1945), Kiernozia (1945-1946), Legionowo i Sochaczew (1946 – były to chwilowe zastępstwa), Raszyn (1946-1950), Jadów (1950 – zastępstwo przez 3 miesiące), Warszawa-Żoliborz parafia św. Stanisława Kostki (1950-1954), parafia św. Teresy od Dzieciątka Jezus (1954-1958). W tym czasie w roku 1950 ukończył studia na Uniwersytecie Warszawskim, otrzymał magisterium z teologii na wydziale Prawa Kanonicznego.
Od roku 1958 do 1969 był proboszczem parafii Jeziórke i wicedziekanem dekanatu grójeckiego i wtedy otrzymał od prymasa Stefana Wyszyńskiego tytuł kanonika – przywilej noszenia rokiety i mantoletu. W czerwcu 1968 obchodził uroczyście Jubileusz 25-lecia święceń kapłańskich. W okresie jego proboszczowania została przebudowana dzwonnica, odlano trzy nowe dzwony (parafia nie miała dzwonów od I wojny światowej), a także wykonano wiele innych prac.
W roku 1969 został mianowany proboszczem parafii Kobyłka. Prymas Stefan Wyszyński obok pracy duszpasterskiej zlecił mu trzy zadania: odbudowę rozbitej w 1794 w czasie insurekcji kościuszkowskiej wieży kościoła, ocalenie kaplicy i cmentarza żołnierzy poległych w 1920 w bitwie pod Ossowem oraz podzielenie zbyt rozległego terenu Kobyłki na kilka mniejszych parafii. Zadania te wypełnił całkowicie.
W roku 1973 odbudowano wieżę kościoła.  Do roku 1977 odbudowano zabytkowy ołtarz, który spłonął wskutek zaprószenia ognia przez złodzieja. Dokonano też całkowitej renowacji zniszczonego przez pożar wnętrza kościoła. Wyremontowano dach kościoła, założono blachę miedzianą i odnowiono elewację.
W roku 1978 odbudowano kaplicę na cmentarzu poległych w Ossowie, a w 1982 rozbudowano ją i dodatkowo postawiono wiatę na ołtarz polowy. Po trzyletnim prawie procesie sądowym parafia Kobyłka uzyskała na własność 3,5 ha terenu przyległego do kaplicy. Kaplica w Ossowie pw. Matki Bożej Zwycięskiej stała się Sanktuarium Narodowym, gdzie w rocznicę Bitwy Warszawskiej 15 sierpnia przy licznym udziale wiernych z całej Polski, księży biskupów, władz państwowych i wojska odbywają się uroczystości narodowe. Od roku 1992 we wrześniu organizuje się tam Zloty Młodzieży z diecezji warszawsko-praskiej, w których uczestniczą księża biskupi i kilka tysięcy młodzieży.
Na terenie parafii Kobyłka powstały trzy nowe parafie: Duczki w 1975, Kobyłka-Stefanówka w 1985 i Helenów w 1995. W roku 1993 Kazimierz Konowrocki obchodził uroczysty jubileusz 50-lecia kapłaństwa, a w 1995 odszedł na emeryturę z prawem pozostania w parafii i dalszego zamieszkania na plebanii.
Konowrocki pomagał w pracy nowemu proboszczowi, a w wolnym czasie starał się utrwalić na piśmie ważne zdarzenia dotyczące dziejów parafii, a także kościoła, cmentarza grzebalnego, kapłanów i osób zasłużonych dla parafii i miasta. Notatki publikował w miesięczniku parafialnym „Nasz Głos”. Opisał też wiele uroczystości, jakie miały miejsce w parafii.
24 grudnia 1992 biskup warszawsko-praski Kazimierz Romaniuk mianował go prałatem Kapituły Kolegiackiej w Radzyminie z funkcją Archidiakona Kapituły.
Kazimierz Konowrocki zmarł 6 listopada 2005. Pochowany został na cmentarzu w Kobyłce.

## Odznaczenia
- 28 sierpnia 1987 Jan Paweł II odznaczył go godnością prałata – Kapelana Honorowego Jego Świątobliwości.
- 15 sierpnia 1995 prezydent Lech Wałęsa za ocalenie Sanktuarium Narodowego w Ossowie odznaczył go Srebrnym Krzyżem Zasługi.
- 30 lipca 1997 Rada Ochrony Pamięci Walk i Męczeństwa Narodu nadała Złoty Medal Opiekuna Miejsc Pamięci Narodowej za opiekę nad Sanktuarium Narodowym w Ossowie.
- 15 sierpnia 2001 otrzymał Srebrny Medal „Za zasługi dla obronności kraju”.